# SN 2003an
SN 2003an – supernowa typu Ia odkryta 9 lutego 2003 roku w galaktyce M+05-32-22. W momencie odkrycia miała maksymalną jasność 16,90m.